# Eugàmmon
Eugàmmon (en grec antic: Εὐγάμμων, Eugammōn) va ser un poeta de l'antiga Grècia nascut a Cirene que va viure al segle vi aC. Era contemporani d'Estesícor, d'Arístees de Proconnès i de Pisístrat. És un dels autors a qui s'atribueix un dels poemes del cicle troià, la Telegonia. Cap de les seves obres no s'ha conservat.
La seva obra més famosa, la Telegonia, era formada per dos llibres o rapsòdies, i configurava el final del cicle troià. Tractava tot el que va succeir després de la lluita d'Odisseu amb els pretendents de Penèlope, i sobre els fets d'un fill seu i de Circe, Telègon, fins a la mort d'Odisseu. El contingut del poema s'ha perdut, però Procle en va conservar un resum a la seva Crestomatia.
Com que Eugàmmon va viure en un període tardà pel que es refereix a les composicions del cicle èpic, és probable que utilitzés obres anteriors per escriure la seva obra. Climent d'Alexandria diu expressament a les Stromata que va incorporar a la Telegonia tot un poema èpic escrit per Museu, titulat Tesprotis que potser seria la font d'Eugàmmon. Si la Telegonia atribuïda a Cinetó de Lacedemònia era anterior a la d'Eugàmmon o si eren idèntiques, no se sap amb certesa.